# Trichuris ovis
Trichuris ovis är en rundmaskart. Trichuris ovis ingår i släktet Trichuris, och familjen Trichuridae. Arten är reproducerande i Sverige.